# Scharfenberg (Insel)

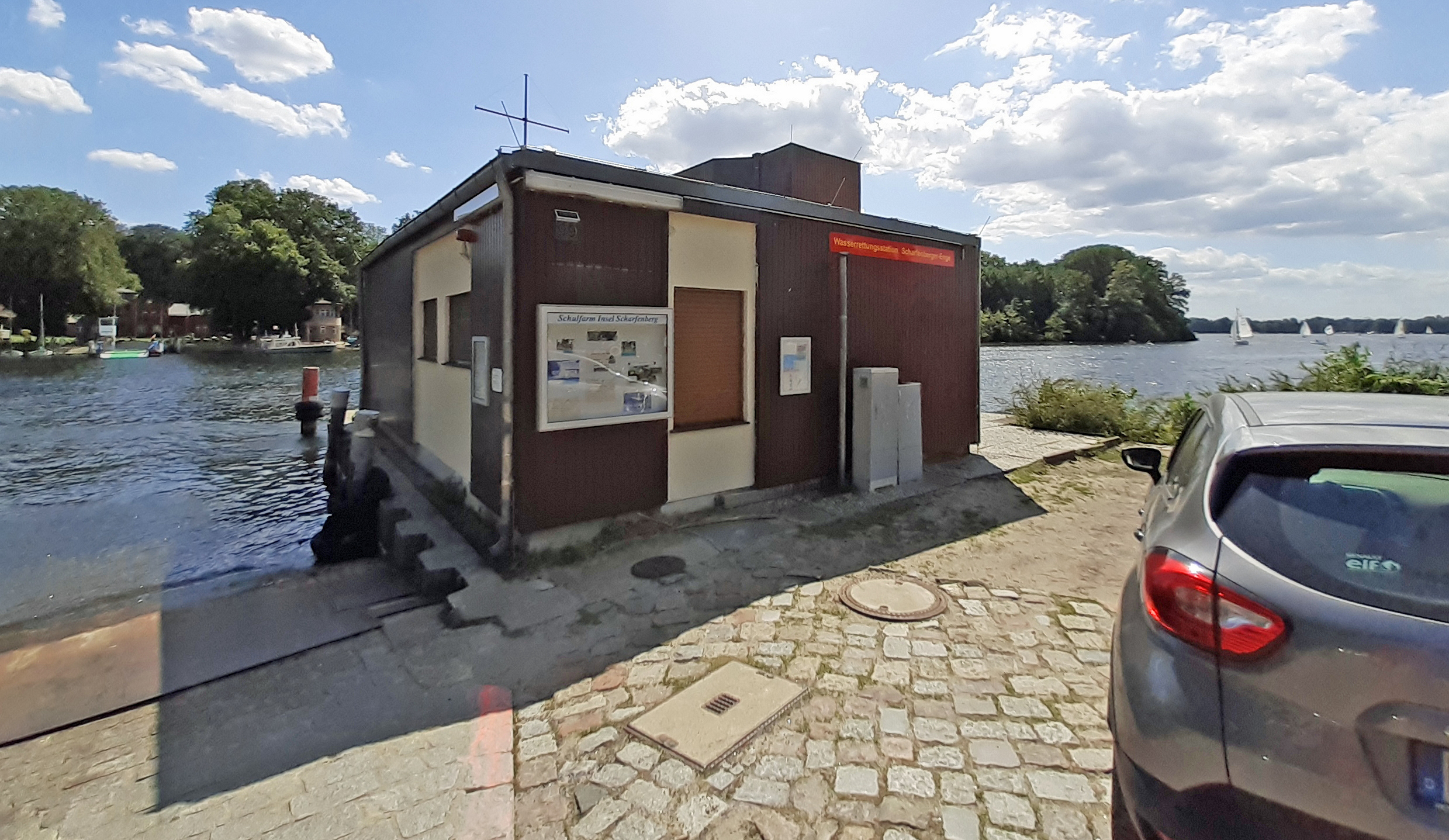
Blick vom anderen Ufer

Scharfenberg ist eine rund 20,2 Hektar große Insel im Tegeler See in Berlin. Die Wagenfähre Fähre Scharfenberg verbindet Scharfenberg mit dem nur wenige Meter entfernten Festland am Schwarzen Weg (zu Tegelort). Die Insel hat eine längliche Form mit Nord-Süd-Ausrichtung (etwa 1000 m × 420 m), wobei sich der Fähranleger nahe der Nordspitze befindet. Nördlich von Scharfenberg liegt die Insel Lindwerder, südlich befinden sich die Inseln Baumwerder und Valentinswerder.
Der Name der Insel ist auf eine ehemalige Bezeichnung für die rund zwölf Meter hohe Düne an ihrer Nordspitze, den sogenannten Bolleberg, zurückzuführen. Auf einer Karte aus dem 18. oder 19. Jahrhundert ist sie als „Scharffer Berg“ bezeichnet und war für die auf dem Tegeler See segelnden Fischer vermutlich als Landmarke eine Orientierungshilfe.
Die Insel ist vor allem bekannt wegen der auf ihr befindlichen, im Jahr 1922 durch Wilhelm Blume gegründeten Schulfarm Insel Scharfenberg. Die Schule ist ein staatliches Ganztagsgymnasium mit angeschlossenem Internat sowie externen Schülern.
Laut Umweltatlas 2006 hat die Insel neun Einwohner.

## Geschichte
Archäologische Funde auf Scharfenberg, Lindwerder und der Halbinsel Reiherwerder belegen, dass der Tegeler See zu der slawischen Siedlungskammer der Heveller gehörte, die auf der ehemaligen Havelinsel unter dem Spandauer Burgwall ihren Hauptsitz hatte.
Im Jahr 1777 gingen die Inseln Scharfenberg und Baumwerder in den Besitz der Familie von Humboldt über. 1831 erhielt Wilhelm von Humboldts Kammerdiener Sandrock sie in Erbpacht, der sie bald an den Landwirt Krause veräußerte. 1867 erwarb der Naturkundler Carl August Bolle die Inseln, auf denen er sich nach seinen Studienreisen zu den Kapverdischen und Kanarischen Inseln niederließ. Er errichtete ein Landhaus, das „Bollehaus“. Die Erben Bolles verkauften die Insel Scharfenberg sowie die benachbarte Insel Baumwerder 1909 an die Stadt Berlin. Später wurden die Inseln von den städtischen Wasserwerken genutzt.
Auf Initiative Wilhelm Blumes, der Studienrat am Humboldt-Gymnasium (Berlin-Mitte, Gartenstraße 25, heute: Hort der Papageno-Grundschule) war, wurden 1921 die Untersekundaner des Gymnasiums den Sommer über auf der Insel unterrichtet, Blume setzte sich dabei mit Unterstützung der USPD-Stadträtin Klara Weyl gegen die Direktion der Wasserwerke durch. Kurz darauf wurde ein städtisches Jungeninternat als Versuchsschule gegründet und als dessen Leiter Wilhelm Blume benannt. Im Jahr 1923 wurde der landwirtschaftliche Betrieb auf der Insel mit Schülern als Helfern aufgenommen.

## Naturschutz
Die Insel ist Teil des 1960 gebildeten Landschaftsschutzgebietes LSG-2C Inseln im Tegeler See. Ihre Nutzung unterliegt dadurch erheblichen Einschränkungen und bedarf zum Teil, wie beispielsweise bei Uferausbauten und bei der Anlage von Bootsstegen, Sondergenehmigungen der Naturschutzbehörde.

## Sonstiges
Verschiedene Außenaufnahmen der ZDF-Serie Unser Lehrer Doktor Specht (1991–1999) wurden auf der Insel Scharfenberg gedreht. Teile der Serie spielen dort auch.